# 維利茨湖
52°56′38″N 13°00′13″E / 52.94375°N 13.003639°E

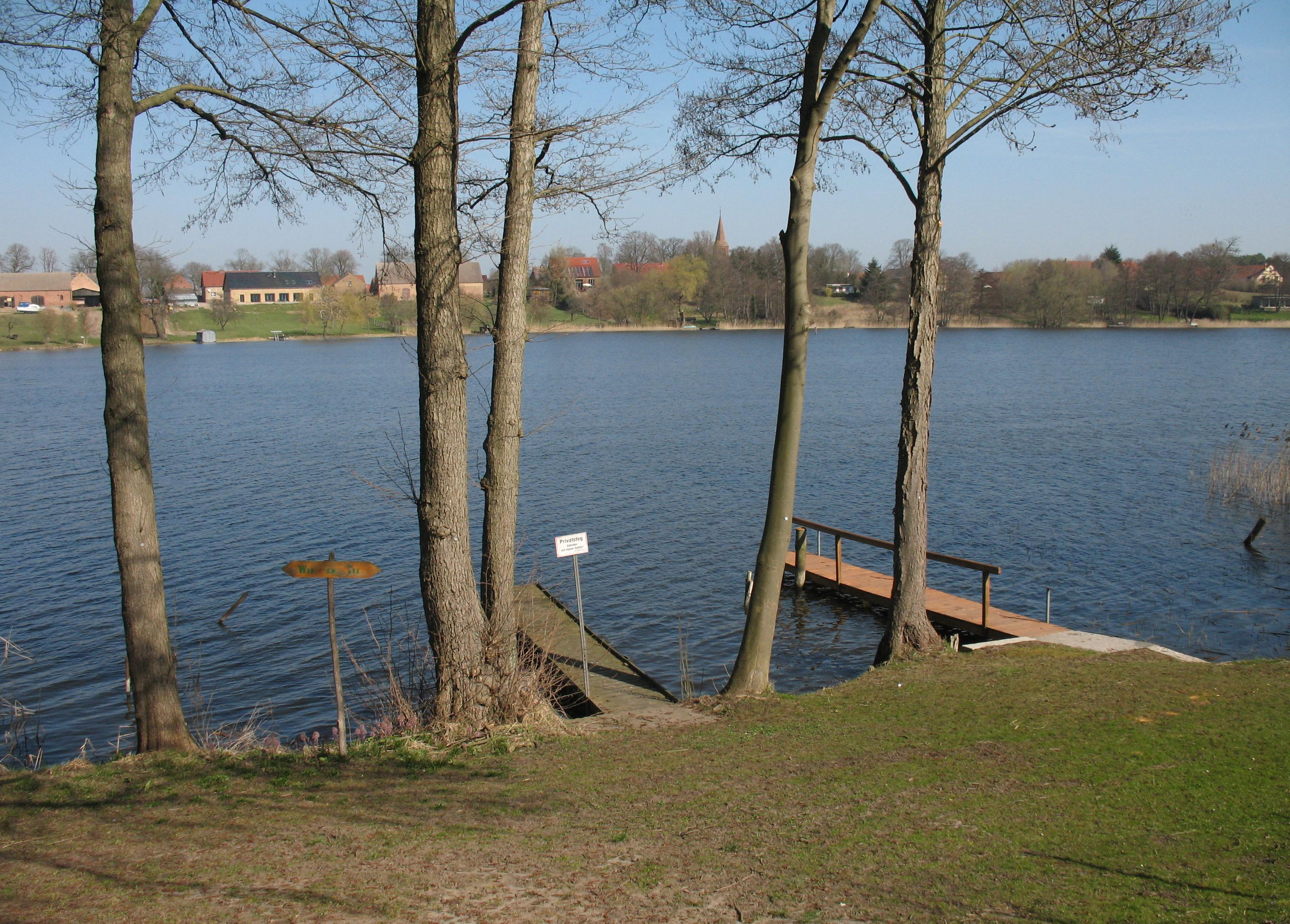

維利茨湖（德語：Vielitzsee），是德國的湖泊，位於該國西南部，由勃蘭登堡州負責管轄，處於東普里格尼茨-魯平縣，長4公里、寬0.3公里，面積1.2平方公里，海拔高度39米，最大水深3米。